# 銀魂2：規矩是為了被打破而存在的
《銀魂2：規矩是為了被打破而存在的》（日语：銀魂2 掟は破るためにこそある）是一部2018年上映的由福田雄一导演的日本动作喜剧片，改编自空知英秋所创作的著名漫画《銀魂》。作為2017年真人版電影的續作，主角坂田銀時一樣由小栗旬主演，电影于2018年8月17日在日本上映。

## 劇情
由原作的「真選組暗殺篇」為主線劇情，並另外搭配短篇搞笑日常組成。
真選組副長土方十四郎在護衛將軍的過程中，遭遇浪士偷襲，脖子被植入晶片，以至於行為御宅化，對於二次元事物無法抗拒，洽逢真選組參謀—伊東鴨太郎歸隊，野心勃勃的伊東策劃排擠土方，並與鬼兵隊聯手，企圖在列車上暗殺組長近藤勳。
土方在意識清醒時委托萬事屋保護真選組，阿銀一行人也因此意外捲入事件，並在過程中意外發現鬼兵隊河上萬齋等人的真正陰謀……

## 演員
- 坂田銀時：小栗旬（台灣配音：宋克軍）
- 志村新八：菅田將暉（台灣配音：魏德）
- 神樂：橋本環奈（台灣配音：傅其慧）
- 土方十四郎/宅十四：柳樂優彌（台灣配音：何志威）
- 伊東鴨太郎：三浦春馬[3]（台灣配音：黃天佑）
- 河上萬齋：窪田正孝[3]（台灣配音：何志威）
- 沖田總悟：吉澤亮（台灣配音：魏德）
- 德川茂茂：勝地涼[4]（台灣配音：黃天佑）
- 猿飛菖蒲：夏菜[4]（台灣配音：傅其慧）
- 山崎退：戶塚純貴（台灣配音：黃天佑）
- 志村妙：長澤雅美（台灣配音：魏晶琦）
- 桂小太郎：岡田將生（台灣配音：何志威）
- 平賀源外：室剛[5]（台灣配音：曹冀魯）
- 登勢：木村綠子[6]（台灣配音：魏晶琦）
- 夜店店長：佐藤二朗（台灣配音：曹冀魯）
- 近藤勳：中村勘九郎（台灣配音：曹冀魯）
- 高杉晉助：堂本剛（台灣配音：黃天佑）
- 松平片栗虎：堤真一[4]（台灣配音：曹冀魯）

## 出版書籍
寫真書
| 冊數 | 集英社        | 集英社                 |
| 冊數 | 發售日期      | ISBN                   |
| ---- | ------------- | ---------------------- |
| 全   | 2018年8月17日 | ISBN 978-4-08-792526-5 |

電影小說
原作：空知 英秋 / 腳本：福田 雄一 / 小說：田中 創
| 冊數 | 集英社        | 集英社                           |
| 冊數 | 發售日期      | ISBN                             |
| ---- | ------------- | -------------------------------- |
| 全   | 2018年8月20日 | ISBN 978-4-08-703460-8（單行本） |
| 全   | 2018年8月20日 | ISBN 978-4-08-321457-8（文庫版） |